# Schirkhuber Móric
Schirkhuber Móric (Dobapinkóc (Sólyomvár), 1807. január 8. – Budapest, 1877. szeptember 14.) bölcseleti doktor, piarista főgimnáziumi igazgató, a rend vagyoni gondnoka, tankönyvíró, a Magyar Tudományos Akadémia levelező tagja (1858).

## Élete
Ifjúsága éveit Tatán töltötte, ahova szüleivel még egyéves korában költöztek. Itt vette tudományos kiképeztetésének első alapját is. Középiskolai tanulmányai befejeztével 1823. október 7-én a kegyes tanítórendbe lépett. A két próbaévet kiállván, Magyaróvárra küldték, ahol két évig mint a nyelvtani I. és II. osztály tanára működött. Az 1827-28. tanévben felsőbb tanulmányainak folytatására Vácra, onnan a bölcseleti osztályok bevégeztével a hittudományok hallgatására Nyitrára, majd Szentgyörgyre ment. 1830. október 6-án a pesti egyetemen bölcseletdoktori oklevelet szerzett.
1831. szeptember 21-én Vurum József nyitrai püspök pappá szentelte, a pesti gimnáziumban három évig a nyelvészeti és szónoklati osztályban tanított. 1837-ben a váci líceumba természettan előadására küldték; itten hivatásának teendőit 1848-ig végezte. Az 1848. évi szabadságharc kitörése után a váci líceum megszűnt, Pestre hívták. Itt egy évig mint a rend kormányának tagja és számvevője működött. Miután azonban a magyar szabadságharc leküzdését követő évben a bécsi abszolút hatalom az 1848-ban életbe léptetett szaktanítás helyett a volt tanrendszert és az ezzel járó osztálytanítást újból visszaállította, tiszti körét a tanszékkel cserélte fel, Pesten a szónoklati osztályt tanítván. E minőségben szintén csak egy évet tölthetett. Az 1850-51. tanévben ugyanis a Thun-féle rendszer nyomán a szaktanítást országszerte meghonosították, s ez időtől 1858-ig a rend pesti főgimnáziumában a mennyiség- és természettan tanszékét töltötte be.
A Magyar Tudományos Akadémia 1858. december 15-én levelező tagjának vette föl. Ezen évben a veszprémi társház főnöki tisztével és az ottani gimnázium igazgató-tanárságával bízta meg rendkormánya. Innen 1859-ben Vácra helyezték, ahol hármas tisztköréhez még az újoncnevelő igazgatása is, sőt a rendi növendékeknek a mennyiségtanban való oktatása is járult. Öt évi erőfeszítő fáradozásai közben súlyos betegségbe esett, mely beszélő orgánumát annyira elroncsolta, hogy ennek következtében a tanításra magát képtelennek érezvén, elhagyta eddigi állását és Pestre ment, ahol 1867-től mint a rend vagyoni gondnoka működött.
Arcképe: kőnyomat, rajzolta Barabás Miklós 1854-ben Pesten, nyomtatta Reiffenstein és Rösch Bécsben.

## Írásai
Cikkei: a Magyar Akadémiai Értesítőben (1847. 233. l. A váczi műteremről, 1859. Mathem. és term. oszt. A kisérletek hatásáról a természettudományok fejlődésére); Előszó Hanák Állattanához (Pest, 1848); A Religio, Figyelmező és Nemzeti Ujságban (1848); a pesti gimnázium Programmjában (1854. A régiek ismeretköre, összehasonlítva a mostaniakéval); a Családi Lapokban (1855. A villanyosság és vele rokon erők főbb tüneményei); a Német-Magyar Tudományos Műszótárhoz (Pest, 1858.) a geográfiai, históriai, statisztikai, aritmetikai, algebrai, elméleti geográfiai és asztronómiai műnyelv készítésével járult; a Szent István Társulat Naptárában (1865. A levegő és a benne előforduló tünemények, 1866. Értekezés az éghajlatról)

## Művei
- Magyarok története a mohácsi veszedelemtűl fogva a mostani időkig. Deákul és magyarul előadva. Pest, 1836 (2. kiadás, uo., 1836)
- Magyarok története deák és honi nyelven előadva, uo., 1837-49. Két kötet (Az 1843. kiadástól kezdve már csak magyarul. I. A nemzet eredetétűl fogva a mohácsi veszedelemig. Újabb kiadások: 1840, 1843, 1846, uo., 1849. Nyom. Budán, újonnan átdolgozva. II. A mohácsi veszedelemtűl fogva a mostani időkig. Újabb kiadások: 1840, 1843, 1846, uo., 1849. Budán. 6. kiadás. Pest, 1863)
- Az elméleti s tapasztalati természettan alaprajza, melyet közhasználatra készített. Pest, 1844. Két kötet, 7 réztáblával (I. A súlyos anyagokról 118 idommal. II. A súlytalanokról és a nagyban mutatkozó tüneményekrűl 298 idommal. 2. kiadás. Uo. 1851. 3. kiadás. A felsőbb tanulók használatára, uo., 1852)
- Mezei és házi gazdaságtan, melyet a hajdani s újabb tapasztalatok nyomán használatra készített... A szövegbe nyomott 24 fametszvénynyel, uo., 1847
- A pesti nagy-gymnasiumban használatra elfogadott elemi tiszta mennyiségtani műszók sorozata, uo., 1850 (Sümeghi Pál, Barcs-Ferenc és Schröck Ferenc tanártársaival)
- Természettani földrajz, kapcsolatban a földismével, kövülettannal s a föld termékei elterjedésével. A szövegbe nyomott 24 fametszvénynyel. Uo. 1853 (Ism. Budapesti Hirlap 1854. 320. sz.)
- Természettan, tekintettel a vegytanra. Az alsó reál- és népiskolai, valamint öntanulási használatra. Fischer L. József után magyarítá. Uo. 1853 (magyar és német szöveggel és a szövegbe nyomott ábrákkal)
- Földteke nyolcz ujjnyi átmérővel. Felkl után. Prága, 1855
- Magyarország, Galiczia, Erdély stb. iskolai falabrosza (h. 40", sz. 50"). Holle után. Wolfenbüttel, 1857

### Kézirat
Őszi esték, Téli éjek, Tavaszi reggelek, Nyári nappalok, melyekből 1864. december 17-éig mintegy 130, halála napjáig közel 400 ívet hagyott hátra.